# Anguilla Progressive Movement
Die Anguilla Progressive Movement (APM, deutsch Anguilla Progressive Bewegung) ist eine politische Partei in Anguilla, die von 1979 bis zum 5. Oktober 2019 den Namen Anguilla United Movement (AUM) trug. Zeitweise trug sie auch den Namen Anguilla People’s Party (APP) und Anguilla United Party (AUP).

## Parteigeschichte

### Gründung und Regierung Webster 1980 bis 1984

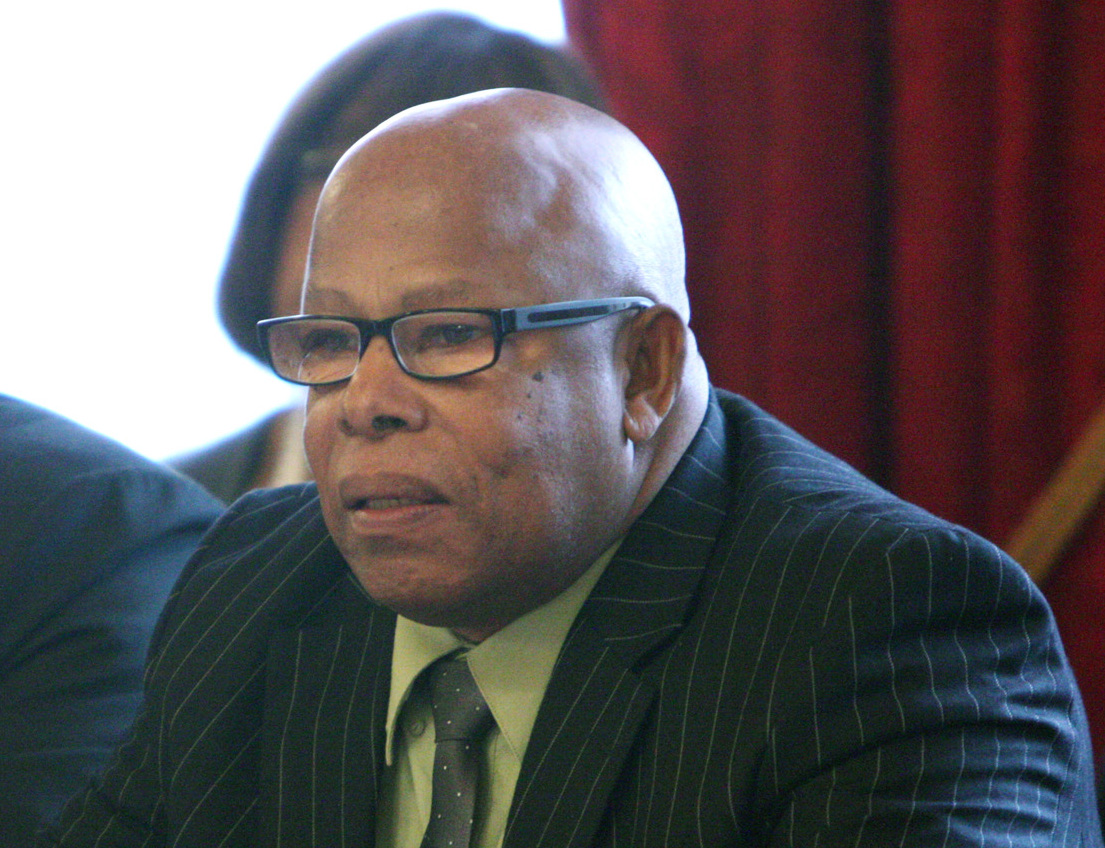
Hubert Hughes war 1979 Gründer der Anguilla United Movement und zwei Mal Chief Minister von Anguilla.

Die AUM wurde 1979 von Hubert Hughes gegründet und schloss sich für die kommende Wahl mit Ronald Webster von der früheren Progressive People’s Party (PPP) zusammen. Bei der Wahl zum Parlament (House of Assembly) am 28. Mai 1980 gewann die AUM sechs der sieben zu wählenden Mandate und Ronald Webster wurde erneut Chief Minister von Anguilla, ein Amt, das er bereits vom 10. Februar 1976 bis zu einem Misstrauensvotum am 1. Februar 1977 innehatte. Webster war gezwungen am 22. Juni 1981 Wahlen abzuhalten, nachdem er drei Wochen vor der Wahl und nach weniger als einem Jahr im Amt aus der AUM ausgeschlossen worden war. Am Wahltag bestätigten die Wähler Webster, der mit seiner neuen Anguilla People’s Party (APP) fünf der sieben Sitze in der gesetzgebenden Versammlung erhielt. Die anderen beiden Sitze gingen an die Anguilla National Alliance (ANA) von Emile Gumbs, während die frühere Partei (AUM) von Webster ohne Vertretung blieb und somit auch Hughes den Wiedereinzug ins Parlament verpasste.

### Oppositionsjahre 1984 bis 1994
Bei den Wahlen vom 9. März 1984 wurde Hughes als Parteiloser ins Parlament gewählt und rief kurz darauf die AUP wieder ins Leben. Die AUP nahm auch Ronald Webster wieder auf, der Spitzenkandidat der Partei bei den Wahlen am 27. Februar 1989 war. Bei diesen Wahlen wurde die Anguilla National Alliance zur größten Partei und gewann drei der sieben Sitze im House of Assembly. Die Anguilla United Party (AUP) gewann zwei Sitze und die Anguilla Democratic Party (ADP) gewann einen Sitz. Hughes kandidierte für die AUP im Wahlkreis District 6: Road South  und konnte sich dabei mit 289 Stimmen (54,12 Prozent) deutlich gegen seine drei Mitbewerber durchsetzen. Webster, der für die AUP im Wahlkreis District 1: Island Harbour für den Wiedereinzug in das House of Assembly kandidierte, unterlag dabei mit 305 zu 389 Stimmen dem Kandidaten der ANA, Kenneth Harrigan, und verpasste damit erneut seine Wiederwahl ins Parlament. Das zweite Mandat für die AUP fiel an Albert „Belto“ Hughes.

### Erste Regierung Hughes 1994 bis 2000
Am 16. März 1994 fanden in Anguilla die nächsten Wahlen zum House of Assembly statt. Trotz eines starken Rückgangs des Stimmenanteils der Anguilla United Party (AUP) gab der Verlust des Wahlkreises District 5: Road North an die Anguilla Democratic Party (ADP) genügend Sitze, um eine Koalitionsregierung zu bilden. Hubert Hughes als Spitzenkandidat der Anguilla United Party (AUP), der auf einer Plattform für die Unabhängigkeit kandidierte, wurde nach den Wahlen zum Chief Minister einer Koalitionsregierung zwischen der Anguilla Democratic Party (ADP) und der Anguilla United Party (AUP) ernannt, die jeweils zwei der sieben Sitze im House of Assembly innehatten. Während seiner ersten Amtszeit war die Regierung in der Lage, Anguillas Staatsverschuldung extrem niedrig zu halten und eine Regierung ohne Haushaltsdefizite zu führen. Am Ende seiner Amtszeit gehörte Anguilla zu den am schnellsten wachsenden Volkswirtschaften in der Region. Die nächsten allgemeinen Wahlen fanden am 4. März 1999 statt. Das Ergebnis war ein Sieg für die Regierungskoalition der Anguilla United Party und der Anguilla Democratic Party, die jeweils zwei Sitze gewannen. Die oppositionelle Anguilla National Alliance gewann drei Sitze. Hughes wurde im Wahlkreis District 6: Road South wiedergewählt und besiegte mit 434 Stimmen (65,27 Prozent) deutlich den parteilosen Kandidaten Franlin Connor, auf den 232 Stimmen (34,83 Prozent) entfielen. Er übernahm daraufhin wieder das Amt des Chief Minister. Die Koalitionsregierung verlor jedoch bereits im Mai 1999 ihre Mehrheit durch den Rücktritt von Victor Banks. Hughes wurde nur noch von drei der sieben gewählten Mitglieder des Parlaments unterstützt. Er blieb als Ministerpräsident im Amt, aber ein im Juni 1999 eingeleiteter Boykott der Opposition verhinderte, dass das House of Assembly wegen mangelnden Quorums zusammentrat. Infolgedessen konnte der Haushaltsplan für das Jahr 2000 nicht verabschiedet werden.
Aufgrund der Regierungskrise fanden daher am 3. März 2000 vorgezogene Parlamentswahlen statt, nachdem nach nur zehnmonatiger Amtszeit Hughes im Januar 2000 bekanntgab, dass er sich für eine Parlamentswahl im März entschieden habe. Die Wahl am 3. März 2000 wurde damit vier Jahre früher anberaumt. Finanzminister Victor Banks hatte sich der oppositionellen Anguilla National Alliance (ANA) angeschlossen. Nach dem Rückzug von Banks hatte Hughes nur noch eine Minderheit von drei zu vier der gewählten Mitglieder des Parlaments. Die vier Oppositionsmitglieder hatten das Parlament boykottiert, woraufhin Hughes Klage gegen den Sprecher des House of Assembly, Leroy Rogers einreichte, um das Parlament zu aktivieren. Der Sprecher hatte das Fehlen eines Quorums angeführt, was der High Court zugunsten des Sprechers bestätigte. Der Wahlkampf war geprägt von Karikaturen über Korruption in hohen Positionen, Missbrauch von Regierungsgeldern und Missbrauch ihrer Positionen durch Abgeordnete, indem das Parlament nicht erneut einberufen wurde, um den vom Hurrikan Lenny im November 1999 betroffenen Anguillanern zu helfen. Die Anguilla National Alliance (ANA) unter der Leitung von Osbourne Fleming nominierte drei Kandidaten, die Anguilla Democratic Party (ADP) unter Führung von Victor Banks nannte einen Bewerber, die Anguilla United Movement (AUM) des bisherigen Chief Minister Hughes nannte zwei Bewerber, die neue Movement for Grassroots Democracy (MGDR) unter John Benjamin nominierte zwei Kandidaten und die Anguilla Patriotic Movement (APM) nominierte zwei Kandidaten. Daneben bewarben sich acht unabhängige Kandidaten für die Wahl.
Die Anguilla United Front (AUF), eine Gruppe von Oppositionskräften aus Anguilla National Alliance (ANA) und Anguilla Democratic Party (ADP), erzielte bei den Wahlen einen knappen Sieg und gewann vier der sieben Sitze (ANA 3 Sitze, ADP 1 Sitz). Die wieder in Anguilla United Movement (AUM) umbenannte Anguilla United Party (AUP) des scheidenden Chief Minister Hughes behielt ihre beiden Sitze, wobei er selbst wieder im Wahlkreis District 6: Road South mit 378 Stimmen (55,10 Prozent) den parteilosen Kandidaten Franlin Connor (308 Stimmen, 44,9 Prozent) besiegen konnte. Der siebte Sitz ging an einen unabhängigen Bewerber Edison Baird. Die Wahl führte dazu, dass dieselben Politiker dem House of Assembly angehörten. Allerdings bildete Osbourne Flemings von der AUF als Chief Minister eine neue Regierung, die sich mit Victor Banks von der ADP zusammenschloss. Fleming wurde am 6. März 2000 als Chief Minister von Anguilla vereidigt.

### Oppositionsjahre 2000 bis 2010 und zweite Regierung Hughes 2010 bis 2015
Nach der Wahl wurde Hughes am 6. März 2000 Oppositionsführer (Leader of the Opposition) und bekleidete diese Funktion bis Mai 2004. Neben ihm gehörte nach wie vor Albert „Belto“ Hughes dem House of Assembly an. Im Mai 2004 ging die Führung der Opposition von Hubert Hughes von der Anguilla United Movement (AUM), an Edison Baird, Vorsitzender der neuen Anguilla Strategic Alliance (ANSA), über. Dies geschah, nachdem ein Mitglied des House of Assembly, Albert „Belto“ Hughes, die Parteien gewechselt hatte. Am 21. Februar 2005 fanden die nächsten regulären Parlamentswahlen statt. Die drei wichtigsten Parteien, die die Wahlen 2005 bestritten, waren nunmehr die Anguilla United Front (AUF) unter der Leitung von Chief Minister Fleming, die Anguilla United Movement, die von Hubert Hughes geführt wurde, und die von Edison Baird angeführten Anguilla National Strategic Alliance. Die Themen im Wahlkampf reichten von wirtschaftlicher Diversifizierung bis hin zu schlechter Regierungsführung. Die regierende AUF wurde bestätigt und gewann vier der sieben Sitze bei den Wahlen. Chief Minister Fleming führte seine Partei zum Sieg über die AUM unter Hubert Hughes, der ANSA unter der Leitung von Edison Beard und der Anguilla Progressive Party (APP) unter der Leitung von Brent Davis. Die drei Oppositionsparteien gewannen jeweils einen Sitz. Alle sechs Abgeordneten, die für eine Wiederwahl antraten, behielten ihre Sitze bei den Wahlen. Hughes selbst wurde in seinem Wahlkreis District 6: Road South mit 420 Stimmen (44,54 Prozent) wiedergewählt und setzte sich gegen drei Gegenkandidaten durch. Der Tag nach der Wahl wurde zum Feiertag erklärt und die vier gewählten Mitglieder der Anguilla United Front wurden vom Gouverneur Alan Huckle als Regierung unter Chief Minister Osbourne Fleming vereidigt. Nach der Wahl verließ „Belto“ Hughes die Anguilla Strategic Alliance und trat der Regierung bei. Dies bedeutete, dass die Opposition gleichmäßig zwischen der Anguilla Strategic Alliance und der Anguilla United Movement aufgeteilt war, sodass der Gouverneur keinen Oppositionsführer ernannte.
Bei der Wahl am 15. Februar 2010 traten 20 Kandidaten für die sieben zu vergebenden Parlamentssitze an. Die Anguilla United Front, die seit den Wahlen von 2005 die Mehrheit der sieben Sitze im Parlament hatte, stellte Kandidaten in allen sieben Wahlkreisen auf. Die oppositionelle Anguilla United Movement trat in fünf Wahlkreisen an, während die ebenfalls oppositionelle Anguilla Progressive Party ebenfalls fünf Kandidaten aufgestellt. Des Weiteren bewarben sich drei Unabhängige für Sitze im House of Assembly. Aus der Wahl ging die AUM von Hubert Hughes als Siegerin hervor und erhielt vier Sitze der sieben Sitze. Die bislang regierende AUF von Victor Banks erhielt zwei Mandate, während die APP von Brent Davis einen Sitz bekam. Hughes selbst wurde in seinem Wahlkreis District 6: Road South mit 504 Stimmen (45,28 Prozent) bestätigt und konnte sich damit gegen Curtis A. Richardson von der AUF (352 Stimmen, 31,63 Prozent) und Brent Davis von der APP (257 Stimmen, 23,09 Prozent) durchsetzen. Hubert Hughes wurde am 16. Februar 2010 als Nachfolger von Osbourne Fleming als Chief Minister vereidigt und trat seine zweite Amtszeit an. Unmittelbar nach der Wahl trat Jerome Roberts, der einzige Abgeordnete der APP, als Kabinettsminister der AUM bei. Hughes hatte das Amt als Chief Minister bis zu den Wahlen am 22. April 2015 inne, bei denen er nicht erneut kandidierte. Bereits im Dezember 2014 hatte er das Amt als Vorsitzender der AUM und als deren politischer Führer an Ellis Webster übergeben.

### Wahlniederlage und Verlust aller Parlamentsmandate 2015
Bei der Wahl am 22. April 2015 traten insgesamt 19 Kandidaten für die sieben zu vergebenden Sitze an. Sowohl die Mehrheit der Anguillan United Movement (AUM) unter dem neuen Parteiführer und Spitzenkandidaten Ellis Webster, als auch die von Victor Banks angeführte oppositionelle Anguillan United Front (AUF) haben in jedem der sieben Wahlkreise einen Kandidaten aufgestellt. Die zwei Jahre zuvor gegründete Democracy, Opportunity, Vision & Empowerment DOVE unter der Leitung des ehemaligen Cable and Wireless-Geschäftsführers und Geschäftsmanns Sutcliffe Hodge stellt nur drei Kandidaten auf. Es gab zudem auch mit der Rechtsanwältin Palmovan Webster und dem Geschäftsmann Statchel Warner zwei parteilose Kandidaten. Wirtschaft, Schaffung von Arbeitsplätzen, Entwicklung der Infrastruktur und verantwortungsvolle Staatsführung gehörten zu den Hauptthemen eines langwierigen Wahlkampfs. Zum ersten Mal in der Geschichte Anguillas überwachte ein sechsköpfiges unabhängiges Wahlbeobachterteam der Commonwealth Parliamentary Association (CPA) die Wahlen. Am Wahltag gab es einen Erdrutschsieg für die Anguilla United Front (AUF), die sechs der sieben Sitze gewann. Ellis Webster kandidierte im Wahlkreis District 1: Island Harbour, unterlag aber als Drittplatzierter mit 412 Stimmen (31,55 Prozent) der Parteilosen Palmovan Webster (460 Stimmen, 35,22 Prozent) und dem bisherigen Wahlkreisinhaber Othlyn Vanterpool von der AUF (434 Stimmen, 33,23 Prozent) knapp. Somit konnte lediglich die parteilose Kandidatin Palmavon Webster einen Sitz erringen und damit verhindern, dass die AUF alle sieben Mitglieder des House of Assembly stellte, während Victor Banks neuer Chief Minister wurde.
Somit war die AUM zum ersten Mal in ihrer Parteigeschichte nicht mehr im House of Assembly vertreten. Am 5. Oktober 2019 benannte sich die Anguilla United Movement (AUM) offiziell in Anguilla Progressive Movement (APM) um.

### Wahlsieg 2020 und Regierung Ellis Webster
Bei den Wahlen am 29. Juni 2020 erlitten Premier Banks und seine AUF eine erhebliche Niederlage. Das Anguilla Progressive Movement (APM) unter Ellis Webster gewann mit 3.689 Stimmen (51,32 Prozent) vier der sieben Sitze im House of Assembly, während die Anguilla United Front mit 3.170 Stimmen (44,11 Prozent) nur noch drei Sitze erhielt und damit im Vergleich zu den Wahlen vom 22. April 2015 drei Mandate verlor. Webster ging dieses Mal mit 493 Stimmen (49,5 Prozent) im Wahlkreis District 1: Island Harbour als Sieger hervor und lag damit deutlich vor Oris Smith von der Anguilla United Front (336 Stimmen, 33,73 Prozent) und der bisherigen Wahlkreisinhaberin, der Parteilosen Palmavon Webster (167 Stimmen, 16,77 Prozent). Der bisherige Premier Banks selbst verlor ebenfalls seinen Wahlkreis District 4: Valley South mit 755 Stimmen (46,72 Prozent) an Dee-Ann Kentish-Rogers vom Anguilla Progressive Movement, die 861 Stimmen (53,28 Prozent) bekam. Am 30. Juni 2020 wurde Ellis Webster als Nachfolger von Banks zum Premier mit einem Kabinett vereidigt, dem er selbst als Finanz-, Tourismus- und Gesundheitsminister und Kenneth Hodge als Innenminister angehören. Dee-Ann Kentish-Rogers, die im Siebenkampf unter anderem an den Commonwealth Games 2014 teilgenommen hatte sowie 2018 Miss Universe Great Britain war, wurde als Ministerin für Bildung und soziale Entwicklung in das Kabinett von Webster berufen und wurde mit 28 Jahren die bislang jüngste Ministerin Anguillas. Dem Kabinett gehören ferner Haydn Hughes als Infrastrukturminister sowie Kyle Hodge als Minister für Handel und Unternehmen an. Das Kabinett wird erweitert durch Quincia Gumbs-Marie als Parlamentarische Staatssekretärin für Wirtschaftsentwicklung und Merrick Richardson als Ministerialassistent im Ministerium für soziale Entwicklung mit der Verantwortung für Jugend, Sport und Kultur ergänzt.

## Parteivorsitzende und politische Führer
- 1979–2014: Hubert Hughes (Parteivorsitzender)

- 1980–1989: Ronald Webster (Politischer Führer und Chief Minister 1980–1989)
- 1989–2014: Hubert Hughes (Parteivorsitzender und Chief Minister 1994–2000 und 2010–2015)

- seit 2014: Ellis Webster (Parteivorsitzender, Politischer Führer, Premier seit 2020)

## Wahlergebnisse 1980 bis 2020
| Wahl                                                | Stimmen      | %         | Sitze   | ±     | Position | Regierungsbeteiligung             |
| --------------------------------------------------- | ------------ | --------- | ------- | ----- | -------- | --------------------------------- |
| 28. Mai 1980 als Anguilla United Movement (AUM)     |              |           | 6/7     | ▲6    | ▲1.      | Mehrheit                          |
| 22. Juni 1981 als Anguilla People’s Party (APP)     |              |           | 5/7     | ▼1    | ▬1.      | Mehrheit                          |
| 9. März 1984 als Anguilla People’s Party (APP)      |              |           | 2/7     | ▼3    | ▼2.      | Opposition                        |
| 27. Februar 1989 als Anguilla United Party (AUP)    | 824          | 22,3      | 2/7     | ▬     | ▬2.      | Opposition                        |
| 16. März 1994 als Anguilla United Party (AUP)       | 540          | 12,4      | 2/7     | ▬     | ▬2.      | Koalition                         |
| 4. März 1999 als Anguilla United Party (AUP)        | 704          | 14,7      | 2/7     | ▬     | ▬2.      | Koalition                         |
| 3. März 2000 als Anguilla United Movement (AUM)     | 596          | 12,5      | 2/7     | ▬     | ▬2.      | Opposition                        |
| 21. Februar 2005 als Anguilla United Movement (AUM) | 1.088        | 19,5      | 1/7     | ▼1    | ▼3.      | Opposition                        |
| 4. Januar 2010 als Anguilla United Movement (AUM)   | 2.308        | 32,7      | 4/7     | ▲3    | ▲1.      | Mehrheit                          |
| 22. April 2015 als Anguilla United Movement (AUM)   | 3.039        | 38,3      | 0/7     | ▼4    | ▼2.      | keine parlamentarischen Vertreter |
| 29. Juni 2020                                       | 3.689 11.971 | 42,9 42,8 | 4/7 3/4 | ▲4 ▲3 | ▲1.      | Mehrheit                          |